# Monumento a Emanuele Filiberto di Savoia
Il monumento a Emanuele Filiberto di Savoia, comunemente noto col nome piemontese di Caval ëd Bronz ([kaˈval əd brʊŋz], cioè cavallo di bronzo), è un monumento equestre a Emanuele Filiberto di Savoia, opera di Carlo Marochetti, e collocato in piazza San Carlo a Torino nel 1838.
Questo monumento è uno dei simboli della stessa città di Torino. Dai contemporanei, per l'imponenza e la maestosità, venne considerato degno di rivaleggiare con le più famose sculture equestri di Bartolomeo Colleoni o del Gattamelata.

## Il soggetto

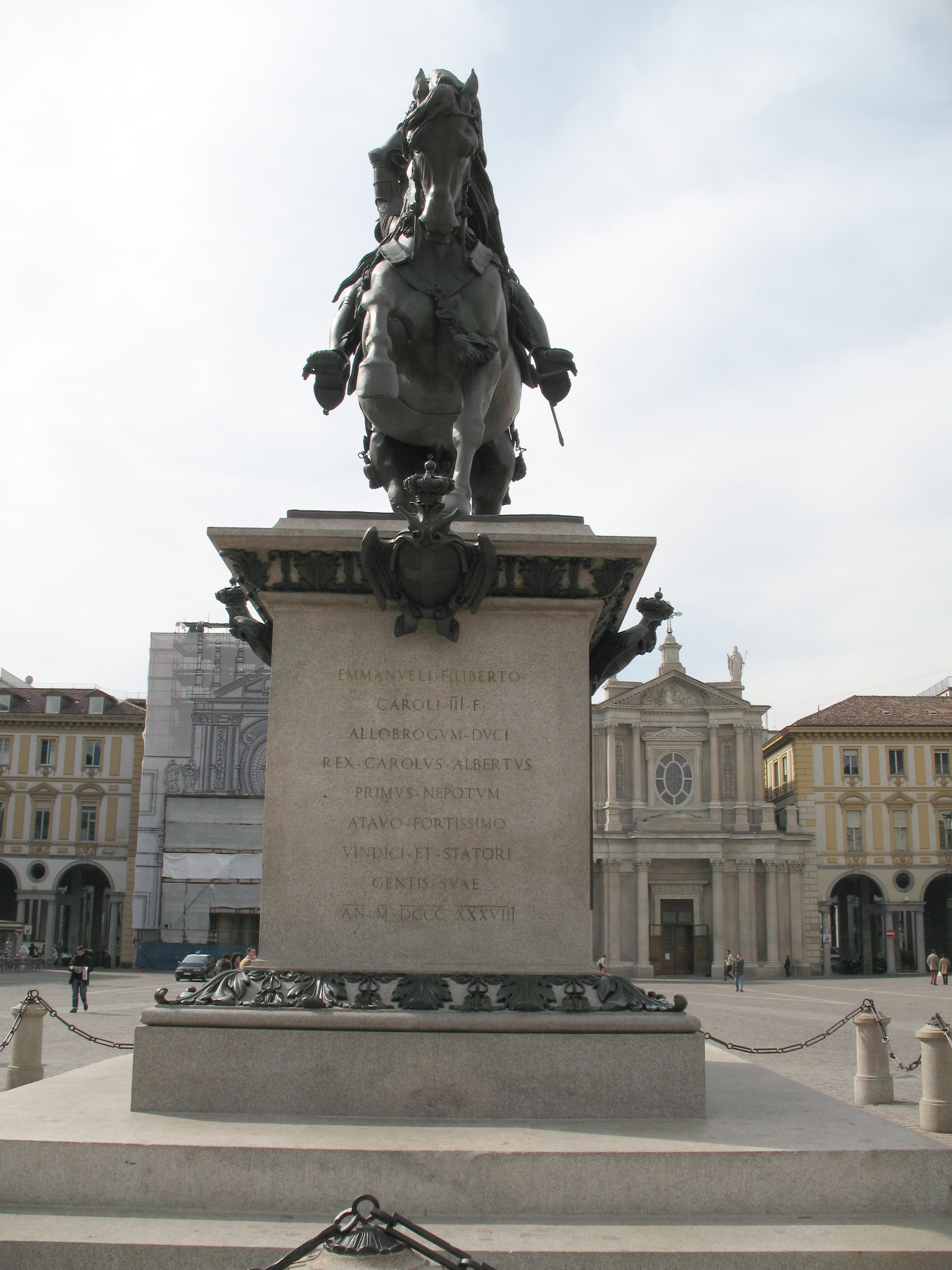
Vista frontale

La statua equestre del Duca si erge al centro della piazza con particolare imponenza. Ritrae Emanuele Filiberto nell'atto di ringuainare la spada dopo la gloriosa vittoria ottenuta nella Battaglia di San Quintino, alla quale alludono i sottostanti bassorilievi. La statua poggia su un piedistallo in granito rosso di Baveno, con intagli di bronzo che ornano la base e la cimasa; su ogni lato è presente lo stemma sabaudo con la corona ducale.
Se la statua è stata fusa dal Marochetti a Parigi, il basamento è invece stato curato a Torino, dal Bonsignore. I due bassorilievi che lo ornano raffigurano due atti delle guerre d'Italia a cui partecipò il duca Testa di Ferro: quello ad ovest descrive la Battaglia di San Quintino, quello ad est la pace di Cateau-Cambrésis.
Alla sera il monumento è illuminato da uno speciale impianto luci, progettato da Richi Ferrerò e realizzato dai tecnici IRIDE.

## Storia
È l'ottobre del 1831 quando Carlo Alberto decide di far costruire un monumento pubblico per celebrare Emanuele Filiberto: il personaggio più rappresentativo della storia sabauda. Fu il sovrano stesso a scegliere Carlo Marochetti quale esecutore del suo progetto: esso rappresentava il primo esempio di monumento pubblico a Torino, sulla falsariga delle grandi places royales francesi; dopo il posizionamento del destriero di Marochetti, saranno molti altri monumenti ad ornare le piazze cittadine, a cominciare da Piazza Palazzo di Città, con il monumento al Conte Verde del 1853, o dalla Piazza Carlo Alberto, dove un bronzo del primo re dei Carignano è concluso nel 1861.
Il monumento venne fuso a Parigi ed esposto per due mesi nel cortile del Museo del Louvre, quindi trasportato a Torino e qui inaugurato il 4 novembre 1838.
Il 21 e 22 settembre 1864 il monumento si trovò al centro della Strage di Torino e ancora oggi alla base del monumento, specialmente sul lato che volge alla stazione di Torino Porta Nuova, si possono vedere i fori delle pallottole che furono sparate contro i manifestanti disarmati.
Durante la seconda guerra mondiale il monumento fu smontato e portato a Santena, nel parco del castello dei Benso di Cavour.

### Il restauro del 1979
Nel novembre del 1979 il monumento fu rimosso e trasferito nel laboratorio di un marmista in lungo Dora per una completa pulitura mediante sabbiatura. Cavallo e cavaliere tornarono sul piedistallo in piazza San Carlo nel giugno del 1980.

### Il restauro del 2007
Il restauro del monumento, durato undici mesi e terminato il 30 settembre 2007, è frutto di una cooperazione tra pubblico e privato.
L'Associazione Amici dei Beni Culturali Piemontesi, dopo aver reperito i fondi, ha dato incarico alla Compagnia Italiana di Conservazione di progettare ed effettuare tutti gli interventi di restauro. I restauri sono stati condotti sotto il controllo tecnico del Settore Edifici per la Cultura della Città e sotto la direzione scientifica della Soprintendenza per il Patrimonio Storico, Artistico ed Etnoantropologico per il Piemonte e della Soprintendenza per i Beni Architettonici e il Paesaggio del Piemonte.
Il monumento è stato infine restituito alla città il 13 ottobre 2007 con una partecipata cerimonia sulle note dell'aria Va, pensiero dal Nabucco di Giuseppe Verdi.

## Galleria d'immagini

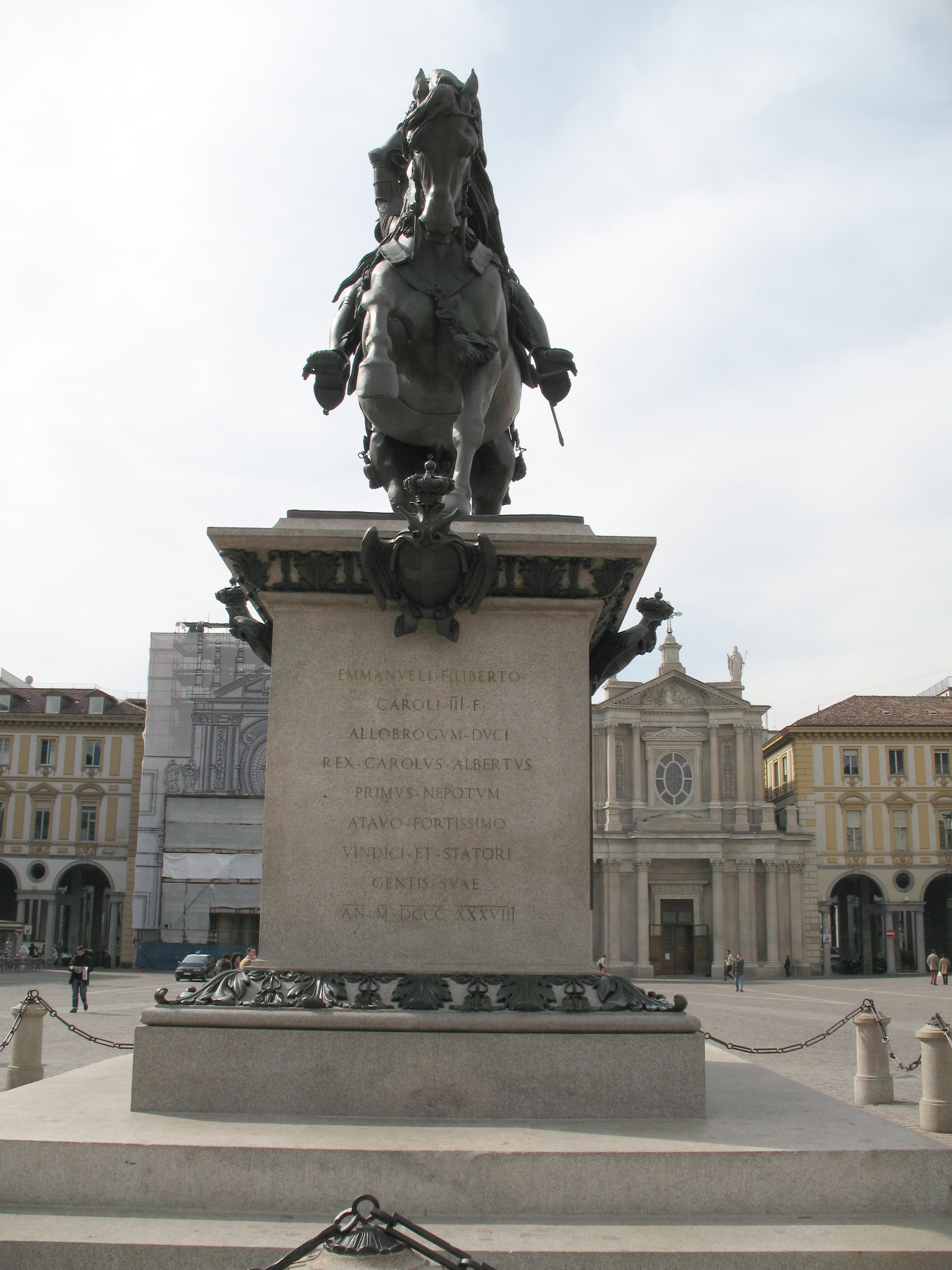
Veduta frontale
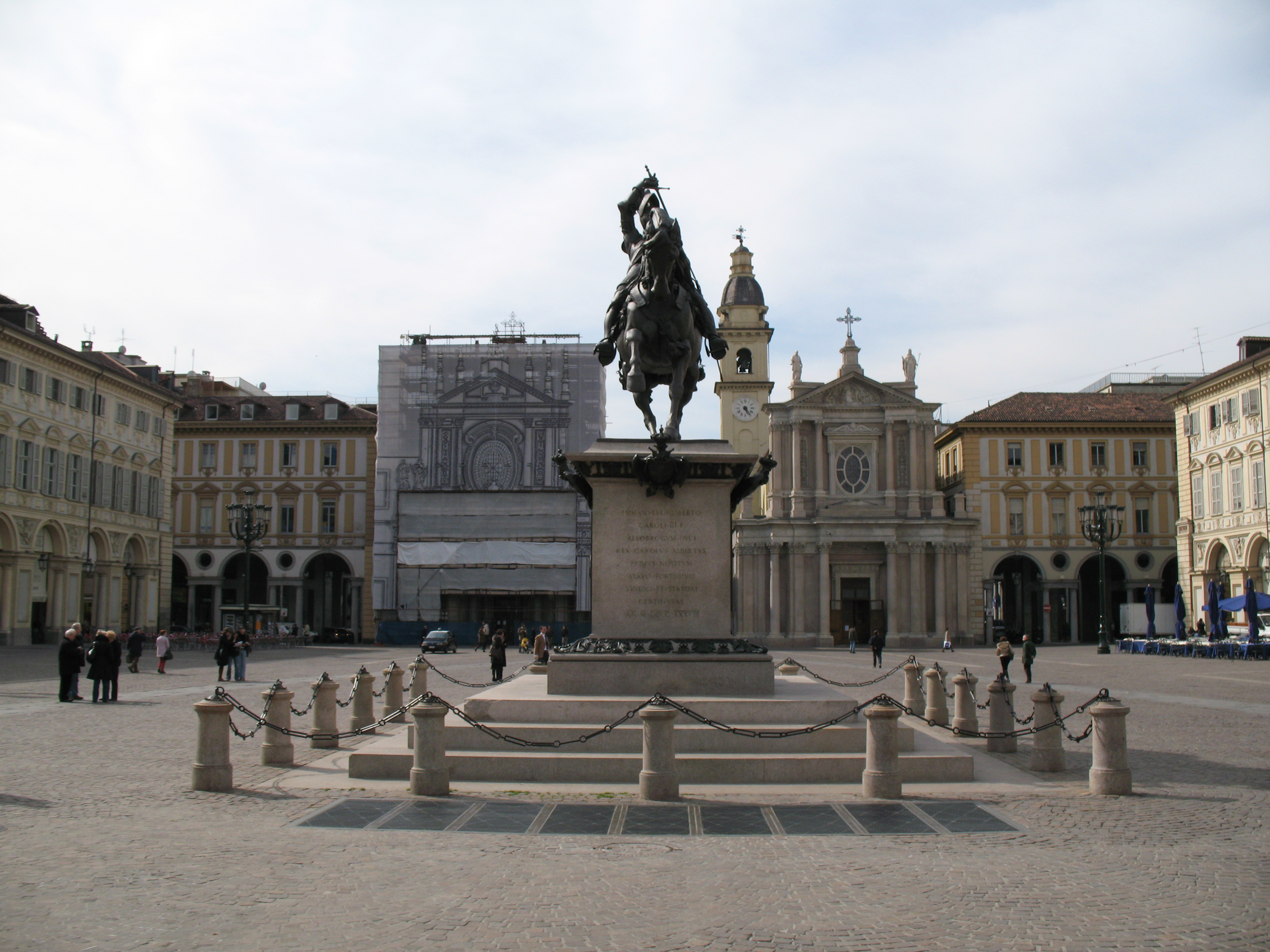
Veduta frontale con vista su piazza San Carlo
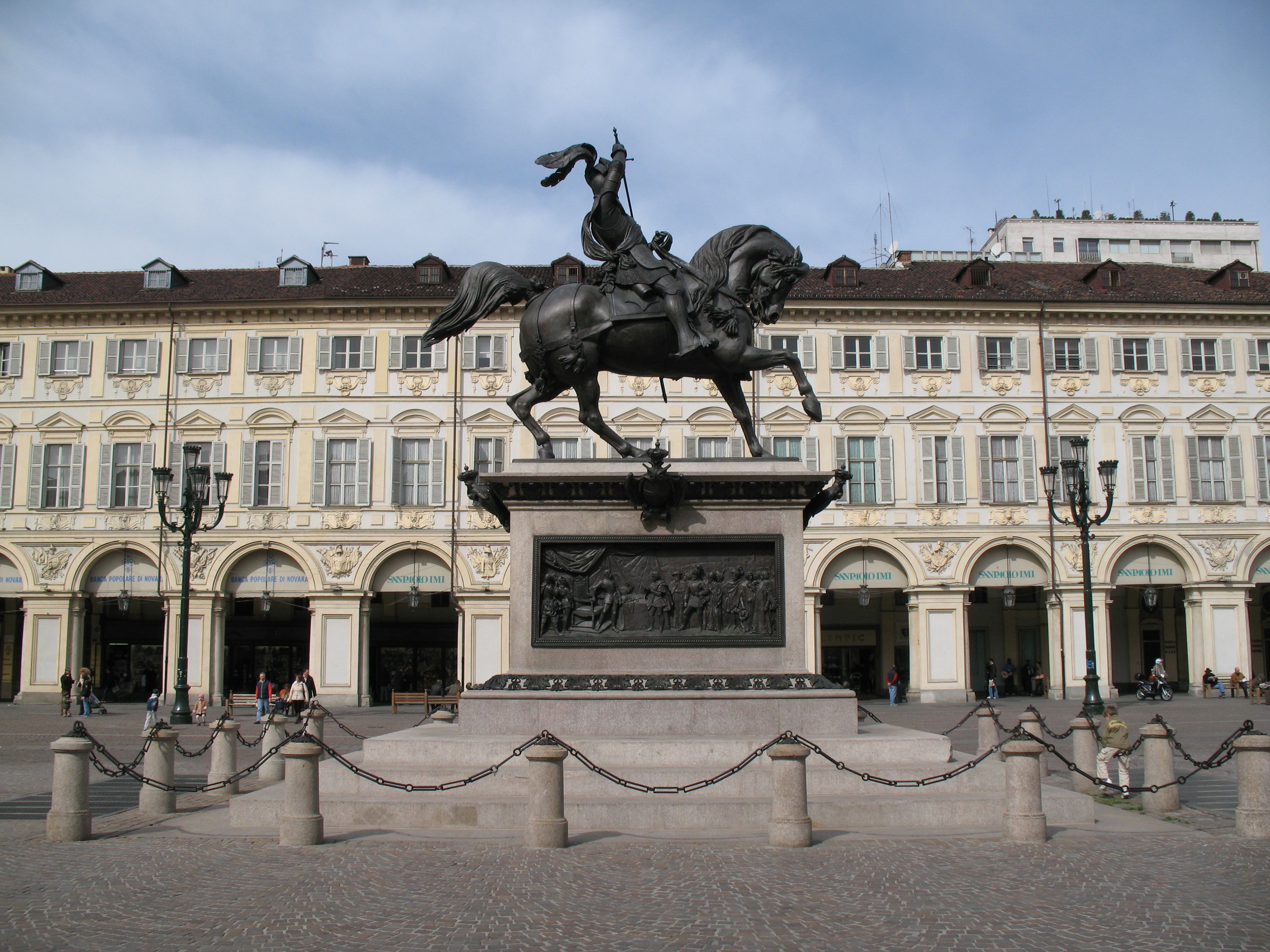
Veduta laterale
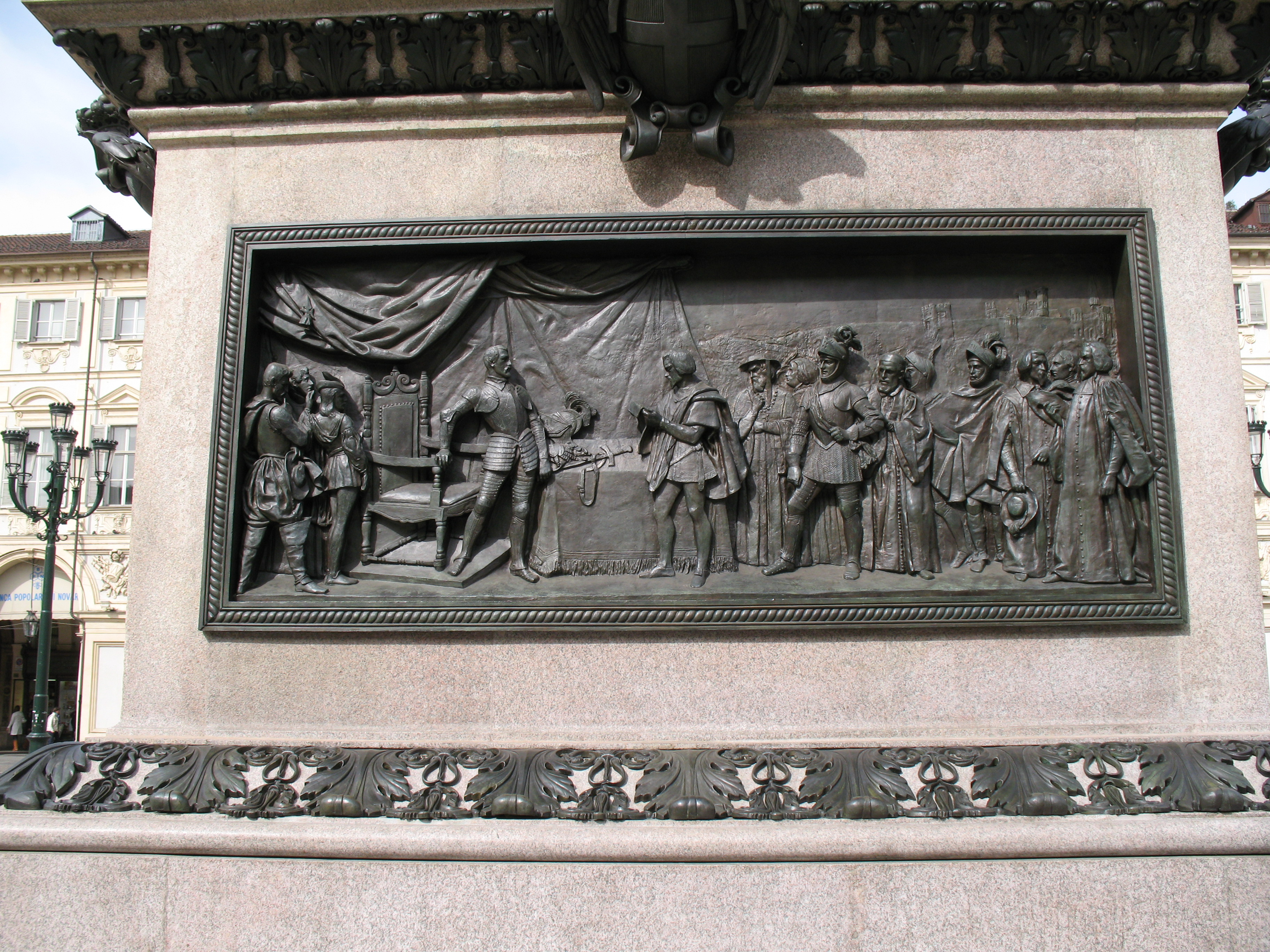
Primo bassorilievo laterale: La Pace di Cateau-Cambrésis (1559)
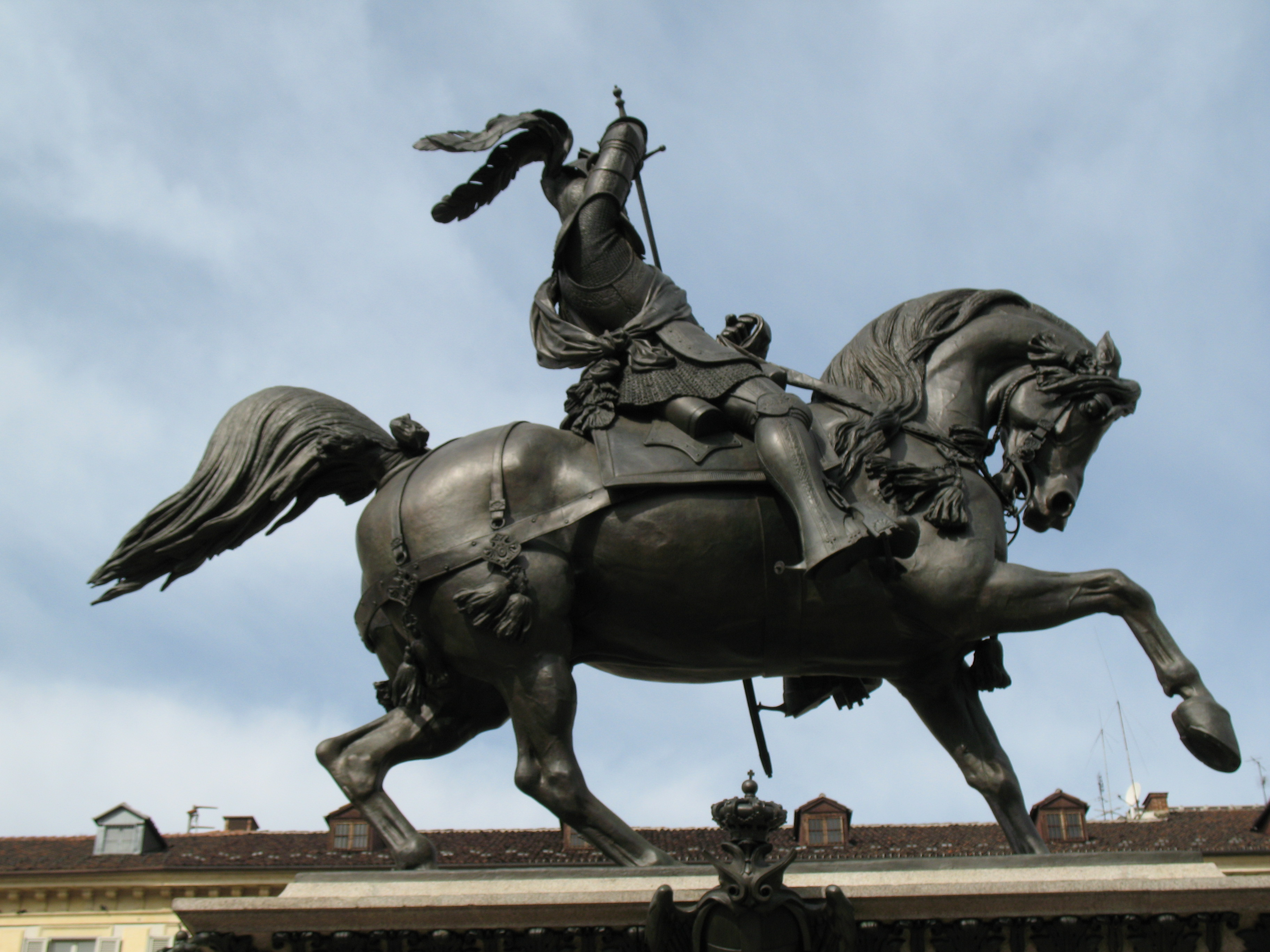
Vista laterale I lato
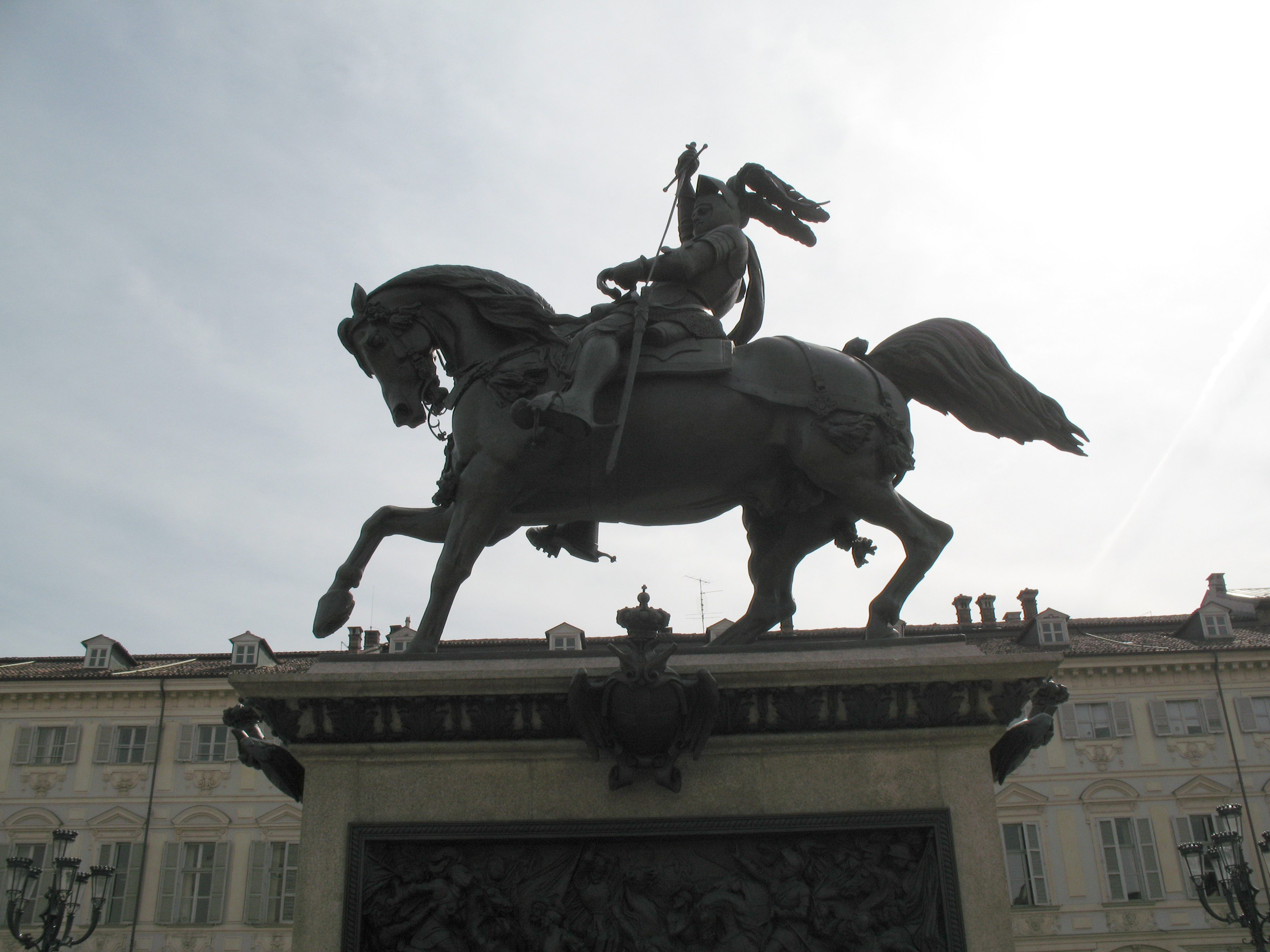
Vista laterale II lato
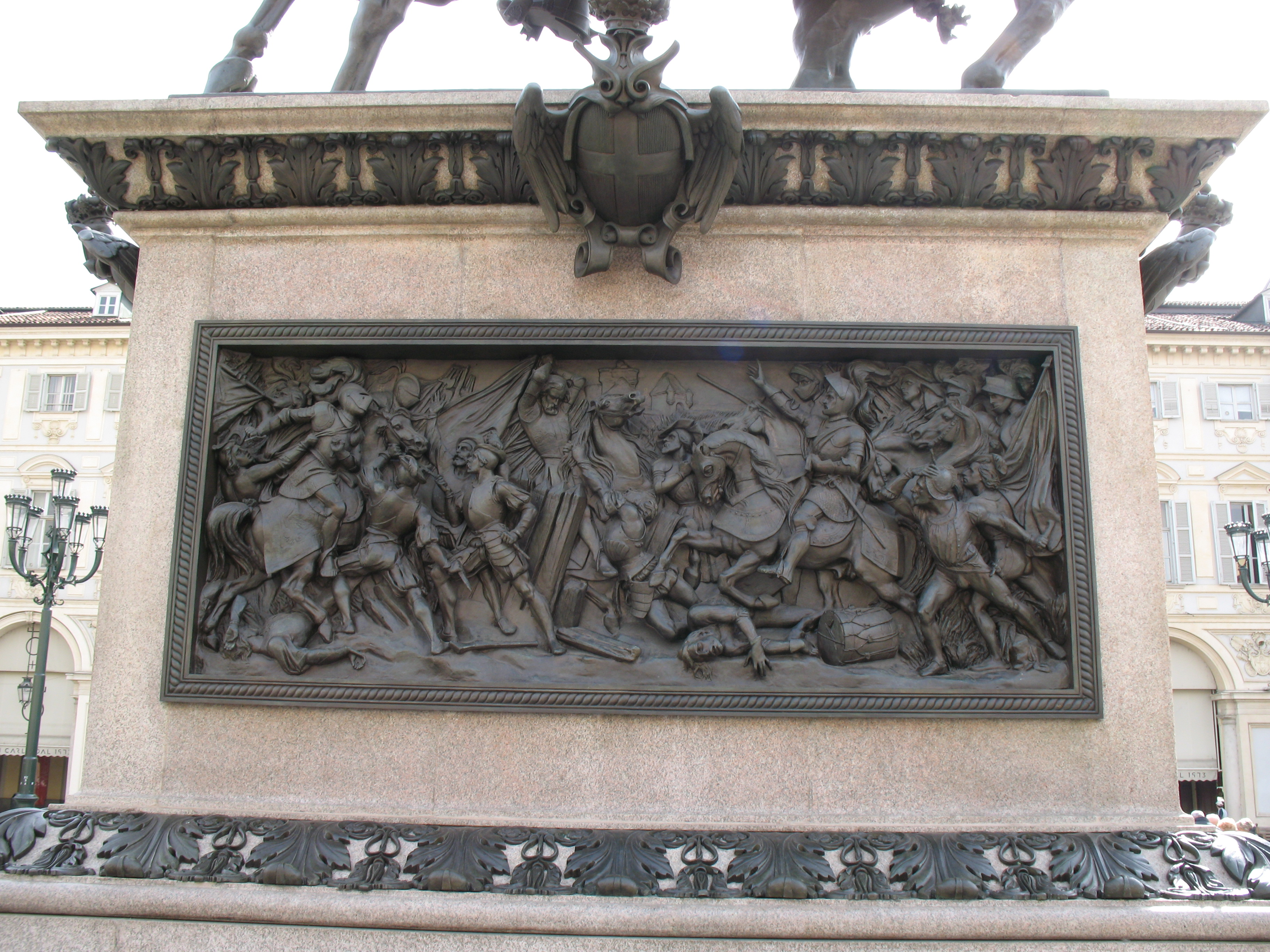
Secondo bassorilievo laterale: La Battaglia di San Quintino (1557)
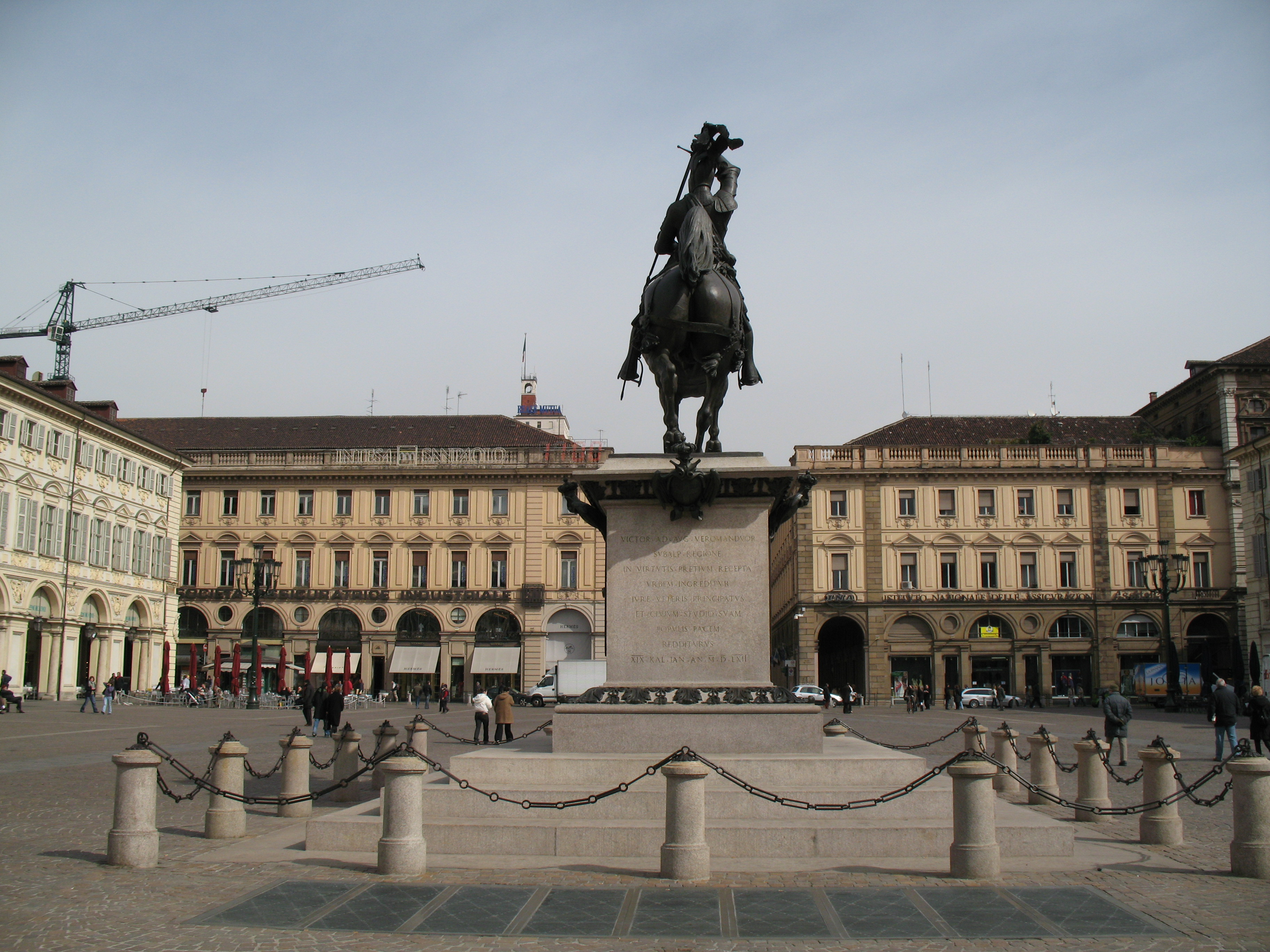
Veduta da dietro
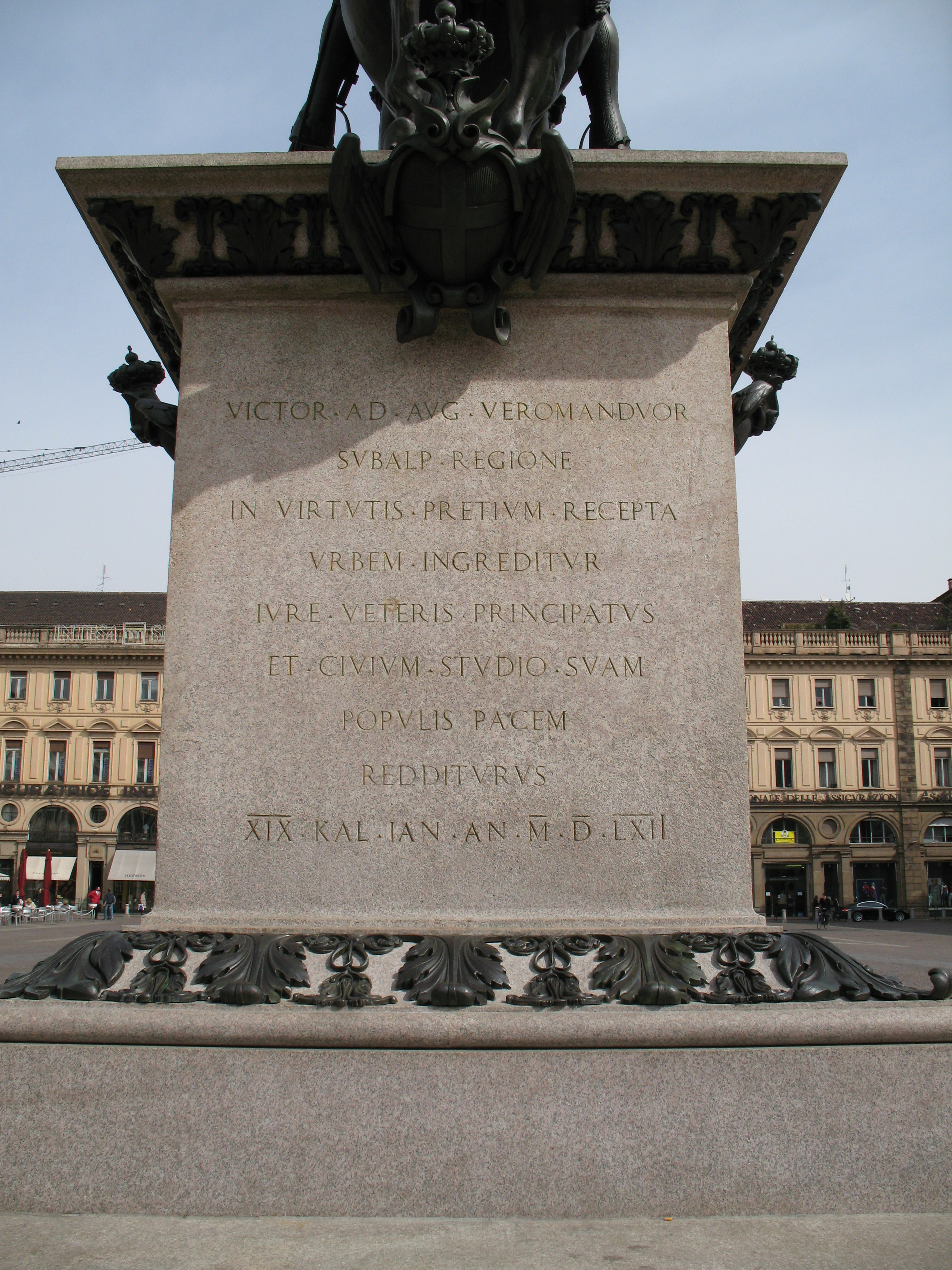
Lapide della parte posteriore
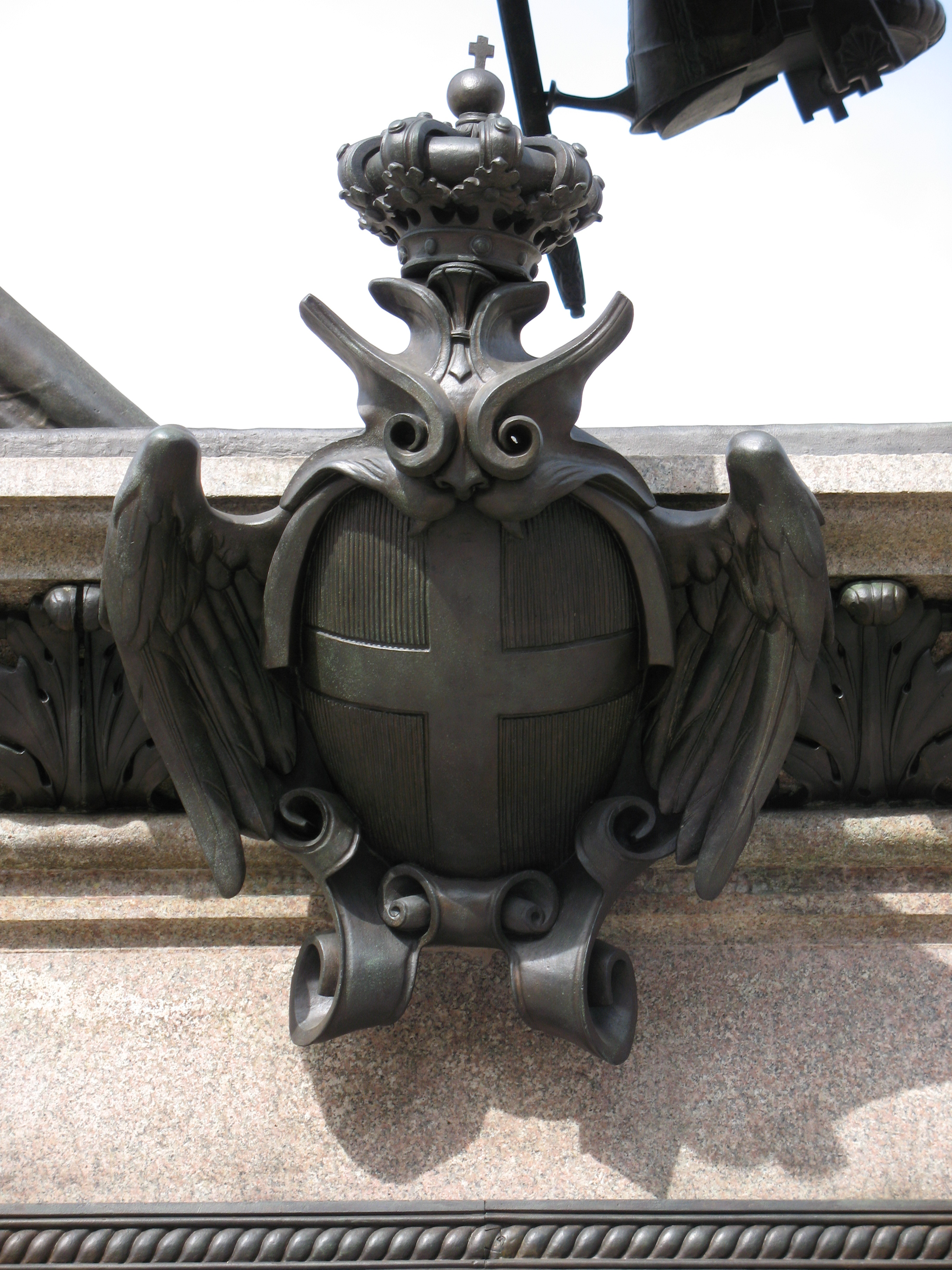
Particolare dello stemma sabaudo